# Svalové napětí

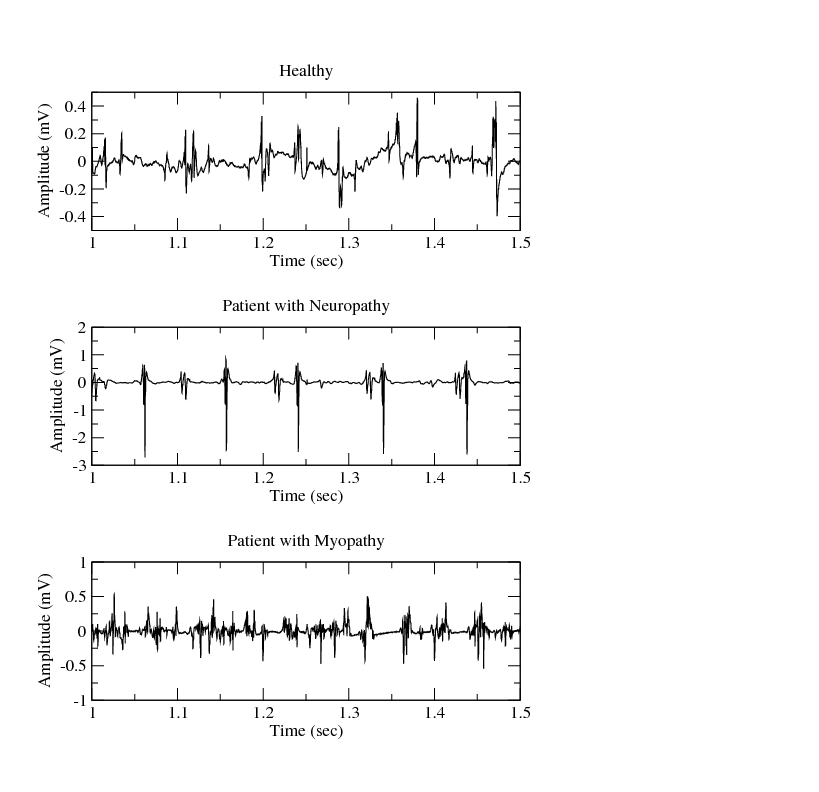
elektromyogramy

Svalové napětí (též svalový tonus) je obvykle chápáno jako proměnlivé napětí v kosterní svalovině, které je ovlivňováno centrální nervovou soustavou. Dá se také definovat jako rezistence svalu k napínání. Měří se většinou palpací (pohmatem), přičemž nižší svalové napětí způsobuje šíření tlakové vlny ve tkáni svalu. O svalovém napětí se nicméně mluví i u hladké svaloviny – to řídí vegetativní nervová soustava.
Svalové napětí kosterní svaloviny regulují převážně retikulární formace v mozku, dále pak bazální ganglia a mozeček; ; vliv však mohou mít i impulsy ze svalových vřetének přímo ve svalové tkáni. Vlastní příčinou jsou neutuchávající slabé nervové impulsy, které do svalů směřují z motorických nervů z míchy. Ve spánku, kdy se retikulární formace tlumí, dochází k poklesu svalového napětí. Vliv má však i stav mysli a emoční, tzv. limbický systém.

## Hodnocení napětí
Rozlišuje se:
- atonie – absence svalového napětí
- hypotonie – snížení svalového napětí
- eutonie – normální svalové napětí
- hypertonie – zvýšení svalového napětí

Hypotonicita i hypertonicita mohou být vyvolány různými pohybovými nemocemi. Sklon k hypertonicitě mají lidé s vysokou fyzickou aktivitou, např. sportovci. Typickým projevem hypertonicity jsou svalové křeče (spasmy). Hypotonicita vzniká při dlouhém pobytu na lůžku. Mohou však signalizovat i poruchy v nervové soustavě, zejména poškození tzv. alfa motoneuronů. Atonie vzniká při přerušení motorického nervu vedoucího ke svalu.